# 고창일
고창일(高昌一, 1892년 4월 6일 ~ 1950년 6월 25일 납북 ?)은 대한민국 외무부 차관 겸 장관 직무대행 서리 직을 지낸 정치가이다.

## 주요 이력

### 주요 경력
- 1892년 함경도 경원(慶源)에서 출생하였으며 지난날 한때 1894년에서 1898년까지 함경북도 회령에서 잠시 유아기를 보낸 적이 있음.
- 1898년 함경북도 청진 이주하여 1901년까지 함경북도 청진에서 성장.
- 1901년 러시아로 건너감.
- 1911년 러시아 블라디보스토크 달냐보스토크 대학교 법학과 입학.
- 1915년 러시아 블라디보스토크 달냐보스토크 대학교 법학과 학사.
- 1915년 러시아 육군 소위 임관.
- 1917년 러시아 육군 중위 진급.
- 1918년 러시아 육군 중위 전역.
- 1919년 2월 프랑스 파리에서 개최된 국제연맹강화회의에 대한국민의회 러시아 연해주지방지회 대표로 파견되어 한국의 자주독립을 청원.
- 1920년 러시아 이르쿠츠크에서 유동열(柳東說)·한명세(韓明世) 등과 함께 고려공산당 창당.
- 1933년 고려공산당 중화민국 둥베이 지방 지린 성(吉林省) 허룽현(和龍縣) 지방자치조직위원회 조직부 부장.
- 1936년 고려공산당 탈당 직후 중화민국 장쑤 성 난징 주재 대한민국 임시정부 본격 입성.
- 1938년 한국독립당 입당.
- 1944년 함경남도 함흥과 함경남도 원산 등지에서 동지를 규합하여 중국 하얼빈(哈爾濱)에서 대한 독립 운동을 계속하였다.
- 1945년 8·15광복 후 대한민국 서울 귀국.
- 1948년 1월 31일을 기하여 한국독립당 탈당.
- 1948년 8월 15일에서 1949년 2월 3일까지 초대 대한민국 외무부 차관 역임.
- 1950년 6·25전쟁 시절 납북되어 1956년을 전후한 시점에 북녘 땅에서 병사한 것으로 추정됨.

### 사후
- 대한민국 정부에서는 그의 공적을 기리어 1989년 3월 1일을 기하여 대한민국 건국훈장 독립장이 추서됨.